# Eleasar Fleckeles

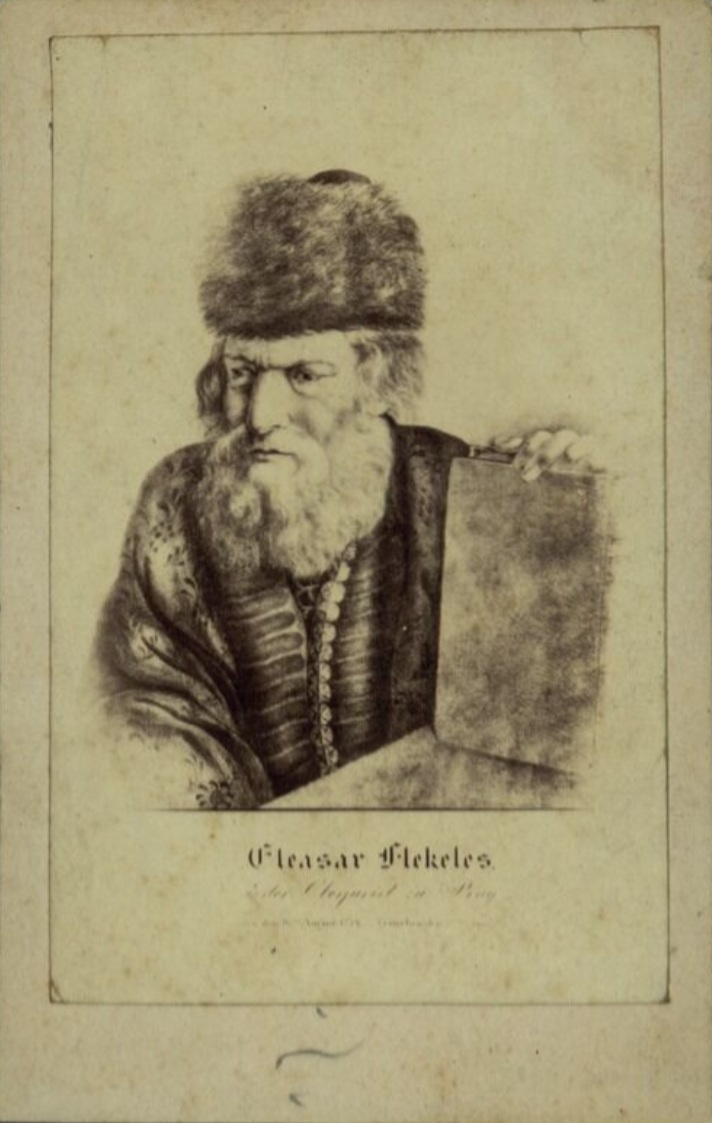
Eleasar Fleckeles (Schwadron Collection, Abbildung 1875)

Eleasar b. David Fleckeles (auch Elieser b. David Fleckeles; geb. 26. August 1754 in Prag; gest. 27. April 1826 ebenda) war ein Rabbiner, bedeutender Prediger und Talmudist.
Fleckeles war ein Schüler von Ezechiel Landau, den er lebenslang als Meister anerkannte. 1779 wurde er als Rabbiner nach Kojetein und später nach Tobitschau in Mähren berufen und 1783 Mitglied von Landaus Beth Din. Als Rabbiner in Prag machte er später mit seinen Predigten auf sich aufmerksam. Dort führte er einen intensiven Kampf gegen die Frankisten und genoss über die Jahre hinweg als Rabbiner und jüdische Führungspersönlichkeit hohes Ansehen.
Als ein bedeutender Vertreter der jüdischen Orthodoxie führte Fleckeles eine Kampagne gegen Moses Mendelssohn, Hartwig Wessely und die Haskala. Er war ein Gegner jeglicher Reform der traditionellen jüdischen Lehre und aufklärerischer Ideen. Er kritisierte die „neuen Freiheiten“, die neue Sünden hervorbrächten, wie etwa die Vernachlässigung des Torastudiums zugunsten anderer Wissenschaften.
Seine literarische Produktion auf dem Feld der jüdischen Gelehrsamkeit war groß, worunter seine Responsensammlungen und die ebenfalls in mehreren Bänden herausgegebenen Predigten besondere Erwähnung verdienen.